# Fromhold von Vifhusen
Fromhold von Vifhusen (auch Fromhold von Fiefhusen; † 28. Dezember 1369 in Rom) war von 1348 bis zu seinem Tod 1369 Erzbischof von Riga.

## Leben
Fromhold entstammte der Familie Vifhusen, die der Lübecker Oberschicht angehörte und deren Mitglieder auch in Livland bezeugt sind. Fromholds Bruder Johannes von Vifhusen war Bischof von Dorpat. Fromhold ist für das Jahr 1342 als Domherr und Prior von Riga bezeugt. Nachdem Bischof Engelbert von Dolen 1347 bei der Kurie in Avignon verstorben war, ernannte Papst Clemens VI. Fromhold von Vifhusen am 17. März 1348 zu dessen Nachfolger. Die Bischofsweihe erfolgte durch den Bischof von Palestrina, Peter Després (Pierre IV. Despres). Obwohl sich wegen der andauernden Auseinandersetzungen mit dem Deutschen Orden seit 25 Jahren kein Erzbischof mehr in Riga aufgehalten hatte, blieb Fromhold auch noch 1349 in Avignon. Deshalb wurde der Deutsche Orden vom Papst ermahnt, den Streit mit dem Erzstift bzw. dem Erzbischof beizulegen. Zugleich bat er den Römisch-deutschen König Karl IV. um seine Hilfe. Ihn sowie den schwedischen König Magnus II. ernannte er zu Beschützern des Erzbischofs.
Mit einem Geleitbrief des Hochmeisters Heinrich Dusemer reiste Fromhold über Danzig in seine Erzdiözese, wo er im Januar 1350 anlangte. Um das Domkapitel für sich zu gewinnen, gab er diesem jene Güter zurück, die von seinen Vorgängern eingezogen worden waren. Da er jedoch seine Ansprüche gegen den Deutschen Orden unter dem livländischen Landmeister Goswin von Herike nicht durchsetzen konnte, verließ er bald wieder sein Bistum. Deshalb beauftragte Papst Innozenz VI. die Bischöfe von Västerås, Linköping und Oslo, Riga einzunehmen. Da sie mit ihrer im Jahre 1354 vorgebrachten Forderung keinen Erfolg hatten, verhängte Magnus Eskilli, Bischof von Västerås, geistliche Strafen gegen den Orden. Nun wandte sich der Papst mit der Bitte um Hilfe an den Lübecker Bischof Bertram Cremon, bei dem sich Fromhold von Vifhusen aufhielt, sowie an den Hochmeister Winrich von Kniprode und den livländischen Landmeister Goswin von Herike. Nach seiner Kaiserkrönung 1355 bestätigte Karl IV. dem Erzstift Riga alle Privilegien. Das Urteil eines 1359 an der Kurie durchgeführten Prozesses gegen den Deutschen Orden konnte nicht durchgesetzt werden, obwohl es von Papst Innozenz VI. bestätigt wurde, da es den tatsächlichen Machtverhältnissen in Livland nicht entsprach.
Als auf Bitten Fromholds päpstliche Beauftragte die Stadt Riga von ihrem Eid gegenüber dem Deutschen Orden entbinden wollten, protestierte der Rat der Stadt dagegen, da er Nachteile befürchtete. Deshalb wurden gegen die Stadt und den livländischen Orden Bann und Interdikt verhängt, die mit kurzen Unterbrechungen drei Jahrzehnte in Kraft blieben.
1365 wandte sich Fromhold selbst an den Hochmeister Winrich von Kniprode mit der Bitte um Unterstützung. Kaiser Karl IV. ernannte die Könige von Dänemark, Schweden, Norwegen und Polen zu Beschützern der Kirche von Riga. Im Mai 1366 gelang es dem Hochmeister, eine Versammlung in die Ordensburg Danzig einzuberufen, an der auch Fromhold mit seinem Domkapitel, sein Bruder, der Dorpater Bischof Johannes mit seinem Domkapitel, die Öselschen Domherren, der Bischof von Lübeck, Vertreter der Stadt Riga und Vasallen der Stifte Riga und Dorpat teilnahmen. Der vom Hochmeister vorgeschlagene Kompromiss sah vor, dass der livländische Landmeister auf die Herrschaft über Riga und der Erzbischof auf die Hoheit über den livländischen Orden verzichten. Die erforderliche päpstliche Bestätigung über das erzielte Ergebnis wurde vermutlich von Fromhold hintertrieben, da er für sich wahrscheinlich wegen der prominenten Unterstützer ein besseres Ergebnis erhofft hatte. Vermutlich aus Protest begab er sich wiederum zur Kurie, die gerade für eine kurze Zeit ihren Sitz in Rom hatte. Dort starb er am 28. Dezember 1369. Die Machtverhältnisse in Livland blieben unverändert.